# Gran Premi de França del 1980
Resultats del Gran Premi de França de Fórmula 1 de la temporada 1980, disputat al circuit de Paul Ricard el 29 de juny del 1980.

## Resultats
| Pos | No | Pilot                 | Equip             | Voltes | Temps/ Retirada | Pos. de sortida | Punts |
| --- | -- | --------------------- | ----------------- | ------ | --------------- | --------------- | ----- |
| 1   | 27 | Alan Jones            | Williams - Ford   | 54     | 1h 32' 43. 4    | 4               | 9     |
| 2   | 25 | Didier Pironi         | Ligier - Ford     | 54     | + 4.52 s        | 3               | 6     |
| 3   | 26 | Jacques Laffite       | Ligier - Ford     | 54     | + 30.26 s       | 1               | 4     |
| 4   | 5  | Nelson Piquet         | Brabham - Ford    | 54     | + 1' 14.88 min. | 8               | 3     |
| 5   | 16 | René Arnoux           | Renault           | 54     | + 1' 16.15 min. | 2               | 2     |
| 6   | 28 | Carlos Reutemann      | Williams - Ford   | 54     | + 1' 16.74 min. | 5               | 1     |
| 7   | 7  | John Watson           | McLaren - Ford    | 53     | + 1 Volta       | 13              |       |
| 8   | 2  | Gilles Villeneuve     | Ferrari           | 53     | + 1 Volta       | 17              |       |
| 9   | 29 | Riccardo Patrese      | Arrows - Ford     | 53     | + 1 Volta       | 18              |       |
| 10  | 30 | Jochen Mass           | Arrows - Ford     | 53     | + 1 Volta       | 15              |       |
| 11  | 4  | Derek Daly            | Tyrrell - Ford    | 52     | + 2 Voltes      | 20              |       |
| 12  | 1  | Jody Scheckter        | Ferrari           | 52     | + 2 Voltes      | 19              |       |
| Ret | 20 | Emerson Fittipaldi    | Fittipaldi - Ford | 50     | Motor           | 24              |       |
| Ret | 3  | Jean-Pierre Jarier    | Tyrrell - Ford    | 50     | + 4 Voltes      | 16              |       |
| Ret | 31 | Eddie Cheever         | Osella - Ford     | 43     | Motor           | 21              |       |
| Ret | 9  | Marc Surer            | ATS - Ford        | 26     | Caixa canvi     | 11              |       |
| Ret | 22 | Patrick Depailler     | Alfa Romeo        | 25     | Direcció        | 10              |       |
| Ret | 11 | Mario Andretti        | Lotus - Ford      | 18     | Caixa canvi     | 12              |       |
| Ret | 21 | Keke Rosberg          | Fittipaldi - Ford | 8      | Virolla         | 23              |       |
| Ret | 23 | Bruno Giacomelli      | Alfa Romeo        | 8      | Direcció        | 9               |       |
| Ret | 8  | Alain Prost           | McLaren - Ford    | 6      | Transmissió     | 7               |       |
| Ret | 12 | Elio de Angelis       | Lotus - Ford      | 3      | Embragatge      | 14              |       |
| Ret | 15 | Jean-Pierre Jabouille | Renault           | 0      | Transmissió     | 6               |       |
| Ret | 6  | Ricardo Zunino        | Brabham - Ford    | 0      | Embragatge      | 22              |       |
| NVQ | 17 | Geoff Lees            | Shadow - Ford     |        |                 |                 |       |
| NVQ | 14 | Jan Lammers           | Ensign - Ford     |        |                 |                 |       |

## Altres
- Pole: Jacques Laffite 1' 38. 88

- Volta ràpida: Alan Jones 1' 41. 45 (a la volta 48)

- Última cursa de l'escuderia Shadow